# 讷维尔 (多姆山省)
讷维尔（法語：Neuville，法語發音：[nøvil]）是法国多姆山省的一个市镇，属于克莱蒙费朗区。

## 地理
讷维尔（45°44'40"N, 3°26'9"E）面积11.55 平方千米，位于法国奥弗涅-罗讷-阿尔卑斯大区多姆山省，该省份为法国中南部省份，北起阿列省接壤，东临卢瓦尔省，南至上盧瓦爾省和康塔爾省，西接科雷兹省和克勒兹省。
与讷维尔接壤的市镇（或旧市镇、城区）包括：邦雅、博尔莱唐、格莱讷-蒙泰居、塞尔芒蒂宗、特雷济乌。

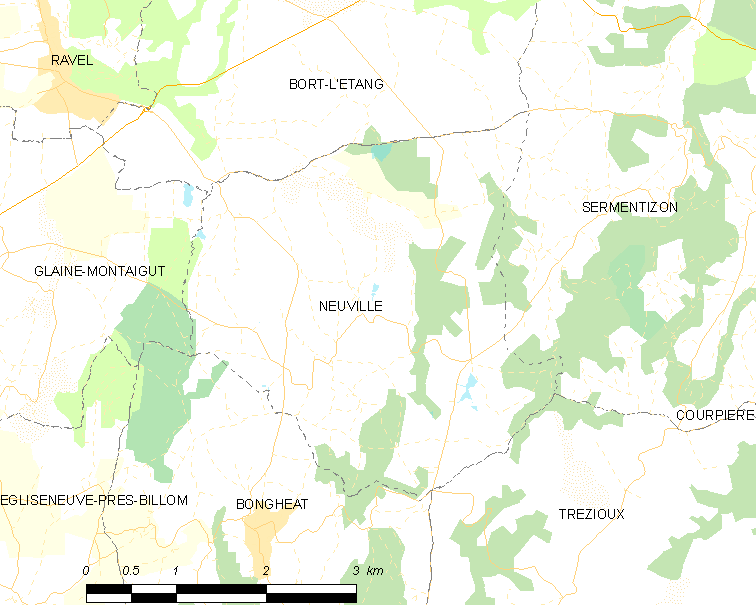
的OSM定位图

讷维尔的时区为UTC+01:00、UTC+02:00（夏令时）。

## 行政
讷维尔的邮政编码为63160，INSEE市镇编码为63252。

## 政治
讷维尔所属的省级选区为比永县。

## 人口

1962-2008年间人口变化图示

讷维尔于2022年1月1日时的人口数量为375人。